# Azorina vidalii
Azorina vidalii (H.C.Watson) Feer, anteriormente conhecida como Campanula vidalli, é a única espécie do género Azorina, endémico dos Açores. Trata-se de uma planta pertencente à família das Campanuláceas, comummente conhecida como vidália. Pode atingir cerca de 1 metro de altura e produz flores em forma de sinos de cor rosa-esbranquiçada.
Vive normalmente em reentrâncias rochosas de falésias costeiras podendo aparecer em telhados de casas em telha. A existência de algumas comunidades de exemplares a altitudes mais elevadas, leva a supor uma distribuição mais ampla desta espécie, actualmente ameaçada pelo avanço de flora exótica e pela destruição humana de habitat.
O seu nome foi atribuído pelo botânico Hewett Cottrell Watson em honra do capitão Alexander Thomas Emeric Vidal, responsável pelo levantamento hidrográfico das ilhas entre 1841 e 1845.

## Galeria

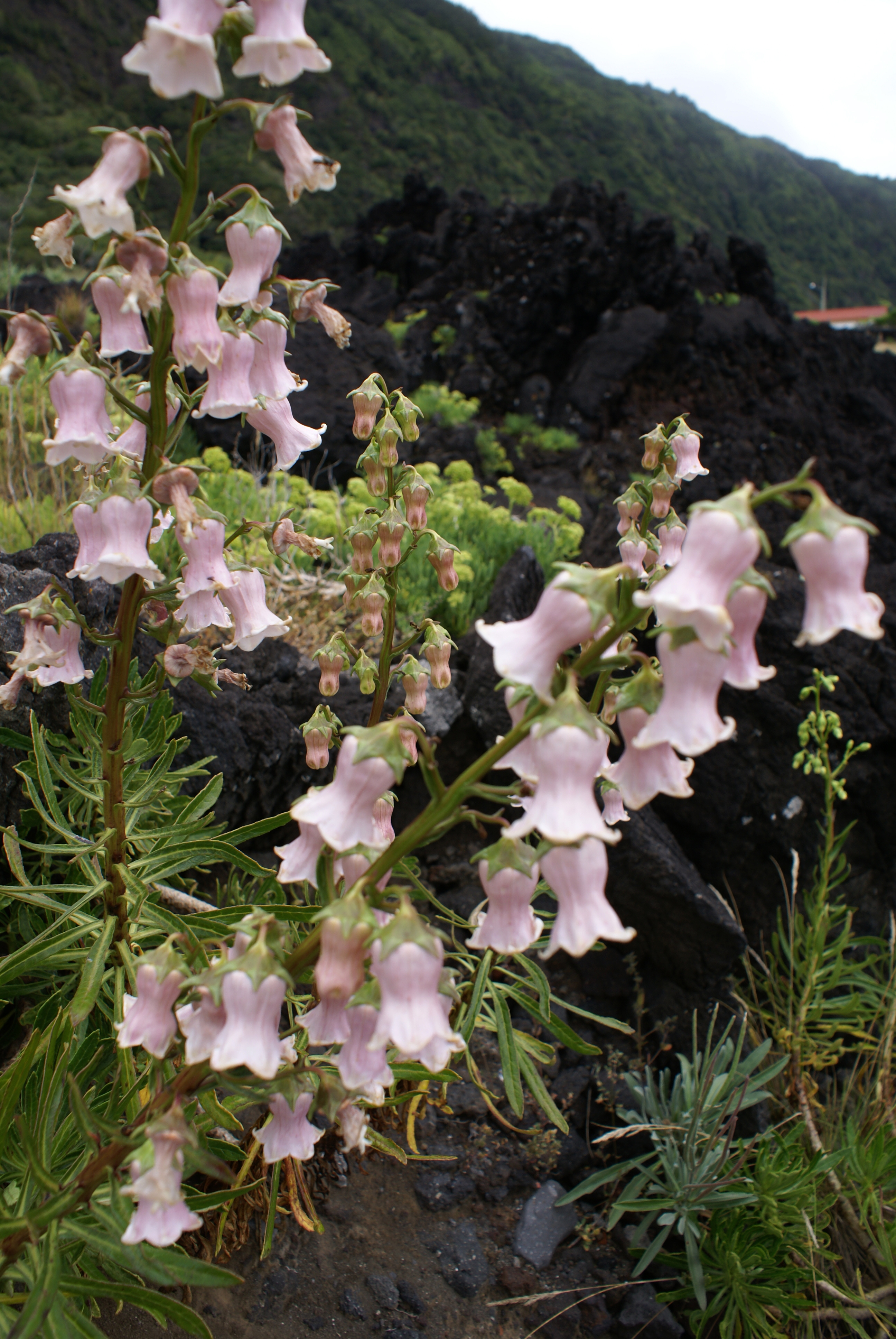
Foto Tirada na Fajã das Almas, ilha de São Jorge, Açores.